# Гаральд I Синьозубий
Гаральд I Синьозубий Гормсон (дан. Harald Blåtand, норв. Harald Blåtann, англ. Harold Bluetooth; 930-ті-1 листопада 986?) — король Данії і Норвегії.
За поширеною версією отримав прізвисько завдяки темному кольору зубів; слово blå у той час означало набагато темніший колір, ніж синій. За іншою версією — через пристрасть до чорниці. Гаральд I — син і спадкоємець Горма Старо́го, на честь якого в Еллінзі встановив кам'яну брилу з рунічними написами (Малий, або камінь Горма).

## Життєпис

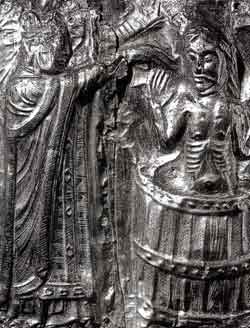
Хрещення Гаральда Синьозубого місіонером Поппо. Зображення з купелі в церкві Тамдруп, Данія.

За його правління, у 965 році Данія офіційно прийняла християнство. Це рішення, в першу чергу, було зумовлено політичними вигодами такого кроку — воно призвело до поліпшення відносин з сусідньою Священною Римською імперією і освіченим християнським світом в цілому.
У 976 році об'єднані сили данців і відданих ярлу Гакону Сіґурдссону норвежців перемогли короля Норвегії Гаральда II. Після цього ярл став фактично королем Норвегії, хоча спочатку він все ж таки визнавав верховну владу короля Данії, але коли в 986 році Гаральд спробував примусити Гокона прийняти християнство, той повністю розірвав з ним стосунки. У цьому ж році данці спробували вдертися до Норвегії, але безрезультатно.

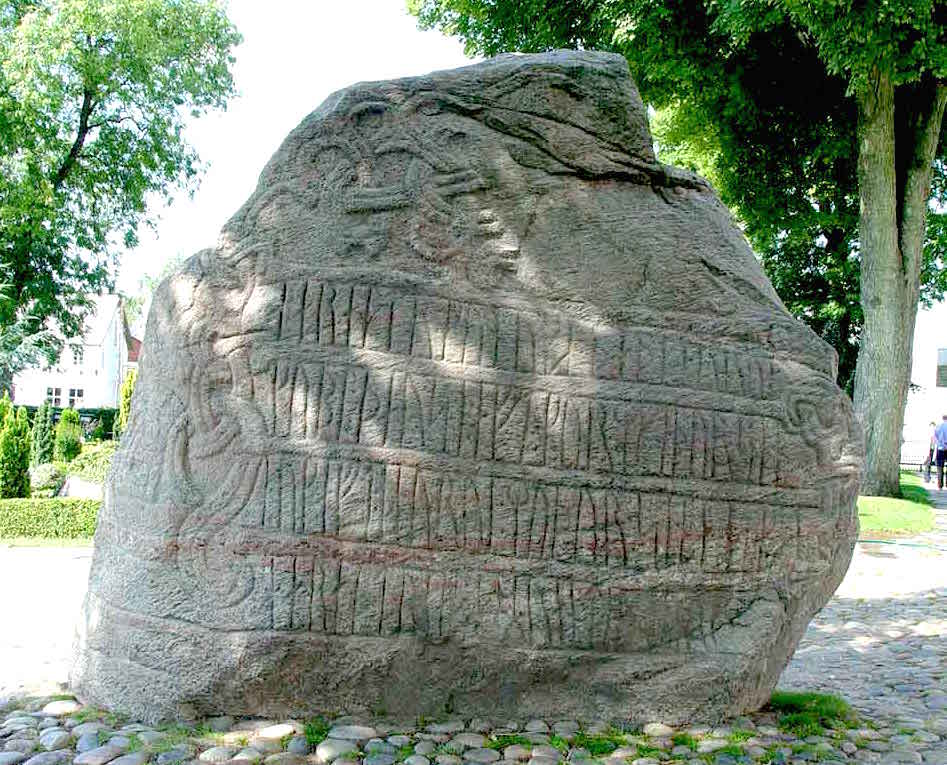
Великий рунний камінь Еллінзі, або камінь Гаральда.

Рунічний надпис на брилі з Еллінгу зазначає, що Гаральд «підкорив усю Данію». Не ясно до пуття, що мається на увазі. Висувалося декілька версій тлумачення цього тексту: за однією, мова про те, що Гаральд спочатку володів лише частиною Ютландії, далі завоював сусідні території, також переміг усіх суперників, що сперечалися за його право на корону, або тут ідеться про те, що Гаральд в 983 році в союзі з ободритами витіснив німців з південних територій Данії.
Припускають, що саме під час війни з німцями Гаральдом були побудовані п'ять (ще один імовірно в той же самий час) данські кругові замки на території Данії і Сконе.
Згідно з ранньосередньовічним джерелом (Адам Бременський, або Саксон Граматик), Гаральд був убитий під час війни зі своїм сином Свеном. Причиною сварки називаються прихильність Гаральда до церкви, спроби укріпити державу і розширити її повноваження, тоді як Свен був поганином і віддавав перевагу традиційним набігам. Проте об'єктивність джерела ставиться під сумнів.

## Цікаві факти
На рубежі XX—XXI століть прізвиськом Гаральда було названо технологію Bluetooth, яка покликана об'єднати різні технології, так само, як Гаральд об'єднав народи на території сучасних Данії і Сконе, де власне і була розроблена ця технологія. Це офіційна версія назви, хоча спочатку назва Bluetooth була звичайною кодовою назвою проекту[джерело?].